# Fíalo (hija de Alcimedonte)
En la mitología griega, Fíalo era una joven arcadia seducida por Heracles en el monte Ostracina y con el que tuvo un hijo llamado Ecmágoras. Enterado el padre de Fíalo, Alcimedonte, los expulsó de su cueva y los abandonó a una muerte segura en el monte. Pero el llanto de Ecmágoras conmovió a un arrendajo, que imitando este sonido fue en busca de Heracles y lo condujo hasta el árbol donde Alcimedonte había ordenado atar a su hija. El héroe curó las heridas de su amada, y salvó a su hijo recién nacido, que llegó a adulto. En recuerdo de esta historia al manantial que corría por ese lugar se le llamó Cisa, que quiere decir arrendajo.